# Bölcske
Bölcske község Tolna vármegye Paksi járásában.

## Fekvése
A Dél-Mezőföld Kalocsai-Sárközzel határos peremétől 3–4 kilométerre keletre, a Duna jobb partján, Dunaföldvártól 8 kilométerre délkeletre, Pakstól 18 kilométerre északkeletre fekszik, Tolna vármegye északkeleti részén. Közigazgatási területét a Duna, Dunaföldvár, Németkér, Paks-Dunakömlőd és Madocsa fogja közre. Egyházi igazgatás szempontjából a Pécsi egyházmegyéhez, illetve a Dunamelléki Református Egyházkerülethez tartozik.
A község területe a Dunántúl része. Földrajzilag az Alföldhöz tartozó Mezőföldhöz sorolandó, talaja, annak szerkezete és a táji jellege miatt. Az itt élők körülményeit, létfeltételeit a mai napig nagyban meghatározza a község keleti határában folyó Duna. A földrajzi sajátosságok közül említésre érdemes továbbá az alföldi jellegű tájból kiemelkedő, a falu lakói által „hegynek” nevezett, de inkább csak szelíd domboknak tekinthető vonulat, amelyen a középkorban még több apró falucska volt. Rajta fekvő kertjeinek tulajdonosai nagyrészt a szomszédos Madocsa lakói.
A falu keleti határán meredek löszfal emelkedik a Duna fölé. A folyószabályozások hatásaként a Duna keletebbre helyeződött és az akkori számtalan kis szigetet, holtágat egyre inkább birtokba veszi a természet, áthatolhatatlan ártéri erdőket alkotva.
A Paksi Atomerőmű hűtővíz-ellátásának mindenkori biztosítására 1985-ben megépült Bölcske-Paks árvízvédelmi töltés a régi Duna-partot teljesen átalakította.
A falu nyugati határában található szűk löszvölgyek különleges növénye a tátorján, amely Magyarországon csupán néhány helyen honos.

### Megközelítése
Közigazgatási területét érinti az M6-os autópálya és  a 6-os főút is, így ezek a legfontosabb közúti megközelítési útvonalai; központján azonban csak a Dunaföldvár-Dunakömlőd közti 5111-es út halad végig.
A központból Bölcske megállóhelyre vezet az 51 362-es számú mellékút, melynek folytatása korábban, tovább a 6-os főútig az 51 172-es számozást viselte, de ma már nem minősül országos közútnak (Szentandráspuszta északi része és a 6-os főút közt nincs is szilárd burkolata). A falutól 2 km távolságra elhelyezkedő vasúti megállóhely a Pusztaszabolcs–Paks-vasútvonal megszűnt személyforgalmú szakaszán volt. Az 1896-ban épült, egykor díszes állomásépület romjait szintén abban az évben bontották le.

## Története
Bölcske a bronzkor óta lakott település. Számos bronzkori kultúra megtelepedése kimutatható a leletekből.
Az ókorban a Pannónia tartomány keleti határának védvonalában (limes) helyezkedett el. A Duna partján, ami akkor még keletebbre helyezkedett el és a túlparton egy-egy kikötőerőd helyezkedett el.
A honfoglalást megelőzően szkíták, avarok lakták a vidéket, akik nyomai máig fellelhetőek.
A középkorban mezővárosi ranggal rendelkezett (oppidum) és jelentős központja volt a körülötte fekvő pusztáknak. (Leányvár, Hüllő, Szentandrás, Kormó, Hada, Gyűrűs, Szőlős, Örs (Eörs), Várréve).
A török seregek elé siető II. Lajos magyar király a Bölcskétől nyugatra húzódó, egykori római úton haladt - dunaföldvári és két napos paksi időzés után lefelé Mohácsra -, melyen a győztes Szulejmán szultán 1526. szeptember 5-12 között már Budára nyomult. A szultán később (1529, 1532, 1541, 1543) újabb hadjáratokat vezetett, minden esetben útba ejtve Bölcskét.
A törököt kiűző felszabadító seregek 1686. szeptember 15—16-án Bölcske és Madocsa között táboroztak. Ekkor készítette L. N. Hallard Bölcske (Potzca) és a szomszédos Madocsa eddig ismert első rajzos ábrázolását.

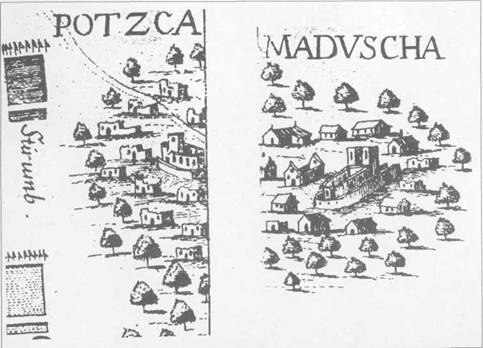

### Említése forrásmunkákban
- Vályi András: Magyarország leírása (1796)

BÖLCSKE. Magyar falu Tolna Vármegyében, földes Ura Gróf Battyáni Uraság, lakosai katolikusok, fekszik a’ Dunához közel, Földvártól egy mértföldnyire. Határja jó termékenységű.
- Fényes Elek: Magyarország geográfiai szótára (1851)

Bölcske, magyar falu, Tolna vármegyében, a Duna jobb partján, ut. p. D. Földvártól délre 1 mfdnyire, 3652 r. kath. és ref. lakossal, kath. és ref. anyatemplommal. 1846-ban számláltatott 118 r. kath. fiu, 73 leány, 170 ref. fiu és 111 leány elemi tanuló. Határa sárga és fekete homokos, s közép termékenységü. Szőlőskerteket mivel. A paksi birtokhoz tartozván, számos közbirtokosok birják.
- Révai Nagy Lexikona (III. kötet) (1910)

Bölcske, nagyk. Tolna vm. dunaföldvári j.-ban (1910) 4584 magyar lak., vasúti állomás, posta- és táviróhivatal.

### Bölcskei születésű vagy kötődésű személyek
- A faluhoz tartozó Szentandráspusztán volt gazdatiszt Molnár Gábor, aki később 1929 és 1932 között Dél-Amerikában vadászexpedíciókban vett részt. A Makk és jaguár (Bp. 1972) című könyvének egy hosszú fejezetében számol be a Bölcskén eltöltött évéről - számos bölcskei, madocsai és dunaszentgyörgyi vonatkozással. Mára Molnár Gábor nevét Bölcskén utca viseli.
- Bölcskén született 1922. október 19-én Kiss József László tanár, ifjúsági regényíró. 1989. február 21-i halála után a bölcskei gyermekkoráról írott kézirata elkallódott.
- A falu szülötte Kegyes József (1834-1914) autodidakta festőművész, aki az 1860-70-es években vándorfestőként országszerte számos portrét, oltárképet és zsánerképet festett. Egy, a Műcsarnokban 1885-ben rendezett festészeti kiállítás után az egyik bemutatott művét Gárdonyi Géza is megörökítette a Hosszúhajú veszedelem című művében. A Gárdonyi-regényben említett festmény a Pipára gyújtó magyar pór egy félhomályban pipára gyújtó parasztember portréját ábrázolja, akinek a gyufa felvillanó fénye világítja meg az arcát. A regénybeli történet folytatása, hogy a képet feltehetőleg Ferenc József vásárolta meg. Egy festménye a Magyar Nemzeti Galériában, önarcképe pedig a Magyar Történelmi Képcsarnokban látható. A helyi általános iskola az ő nevét viseli.
- Itt született 1843-ban Tahy István császári és királyi kamarás, megyebizottsági tag, Pest vármegye tiszteleti főjegyzője, kinevezett főispánja, de a hivatali eskü nélkül lemondott e tisztéről.

## Közélete

### Polgármesterei
- 1990–1994: Kiss József (független)[3]
- 1994–1998: Kiss József (független)[4]
- 1998–2002: Kiss József (független)[5]
- 2002–2006: Kiss József (független)[6]
- 2006–2010: Kiss József (független)[7]
- 2010–2014: Kiss József (független)[8]
- 2014–2017: Baranya István (független)[9]
- 2017–2019: Baranya István (független)[10]
- 2019–2024: Baranya István (független)[11]
- 2024– : Baranya István (független)[1]

A településen 2017. augusztus 6-án időközi polgármester-választást (és képviselő-testületi választást) tartottak, az előző képviselő-testület önfeloszlatása miatt. A választáson a hivatalban lévő polgármester is elindult, és meg is erősítette pozícióját.

## Népesség
A település népességének változása:
| Lakosok száma | 2787 | 2771 | 2754 | 2661 | 2628 | 2593 | 2610 |
|               | 2013 | 2014 | 2015 | 2021 | 2022 | 2023 | 2024 |

A 2011-es népszámlálás során a lakosok 84,7%-a magyarnak, 1,3% cigánynak, 1,1% németnek, 0,2% ukránnak mondta magát (15,1% nem nyilatkozott; a kettős identitások miatt a végösszeg nagyobb lehet 100%-nál). A vallási megoszlás a következő volt: római katolikus 44,1%, református 23,3%, evangélikus 1%, görögkatolikus 0,2%, izraelita 0,1%, felekezeten kívüli 7,1% (23,9% nem nyilatkozott).
2022-ben a lakosság 91,4%-a vallotta magát magyarnak, 1,1% németnek, 0,9% cigánynak, 0,2% ukránnak, 0,1-0,1% horvátnak, örménynek és bolgárnak, 1,5% egyéb, nem hazai nemzetiségűnek (8,4% nem nyilatkozott; a kettős identitások miatt a végösszeg nagyobb lehet 100%-nál). Vallásuk szerint 29,5% volt római katolikus, 19,4% református, 1% evangélikus, 0,2% görög katolikus, 0,3% egyéb keresztény, 1,7% egyéb katolikus, 8,6% felekezeten kívüli (39,2% nem válaszolt).

## Nevezetességei
- Római katolikus temploma a Szentháromság tiszteletére szentelve (1796, barokk), az egykori madocsai apátság köveiből épült
- Református templom (1844, klasszicista)
- Hanzély-kastély (1915, szecessziós). Hanzély János által épített kastély, ma már szociális otthonként üzemel.
- Hanzély-kripta, a Hanzély család evangélikus vallása miatt nem temetkezett a sem a katolikus és sem a református köztemetők, ezért a birtokaikon fekvő erdőben építettek egy kápolnát erre a célra. 1945-ben az átvonuló Vörös Hadsereg katonái kifosztották a sírokat.
- Szakách-kastély (kezdetben a hidaskürti és gányi Nagy család, majd a család kihalásával a birtok a Pécsi Egyházmegyére szállt. Ezt követően egy oldalági rokon rassói Rassovszky Stefánia és férje varsányi Szakách Ernő egy bölcskei születésű, de Budapesten praktizáló ügyvéd haszonélvezetébe került került a negyvenes évek végéig, az államosításig. Ma Szent András Kastély néven kulturális rendezvényeknek ad helyet)
- Pincefalu, több mint 400 présház található két tömbben a falu területén. A nagyobbik a Béke téri pincesor, a kisebbik a Csorda úton található.
- Helytörténeti és régészeti magángyűjtemény. A település egymást követő bronzkori kultúráit és a római kori emlékeit mutatja be.
- Római-kori kőtár. Az első régészeti lelet, egy római-kori bélyeges tégla, 1973-ban került elő a folyómederből. Az 1986-os alacsony dunai vízálláskor elkezdődött víz alatti régészeti kutatások az egykori kikötőerőd maradványainak feltárását és kőlelet-anyagának felszínre emelését eredményezték. Ezek a helyi Kőtárban és Szekszárdon, a Wosinsky Mór Megyei Múzeumban tekinthetők meg.

## Sportélete
A Bölcskei Sport Egyesület (Bölcske SE) 1913-ban alapított labdarúgóklub. 2009–2010-ben megnyerte a Tolna megyei I. osztályt. Neves játékosa Buzás Attila.

## Képgaléria

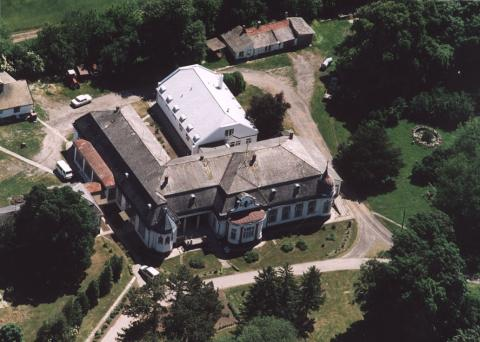
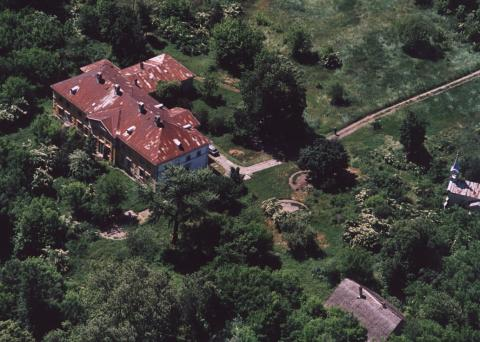
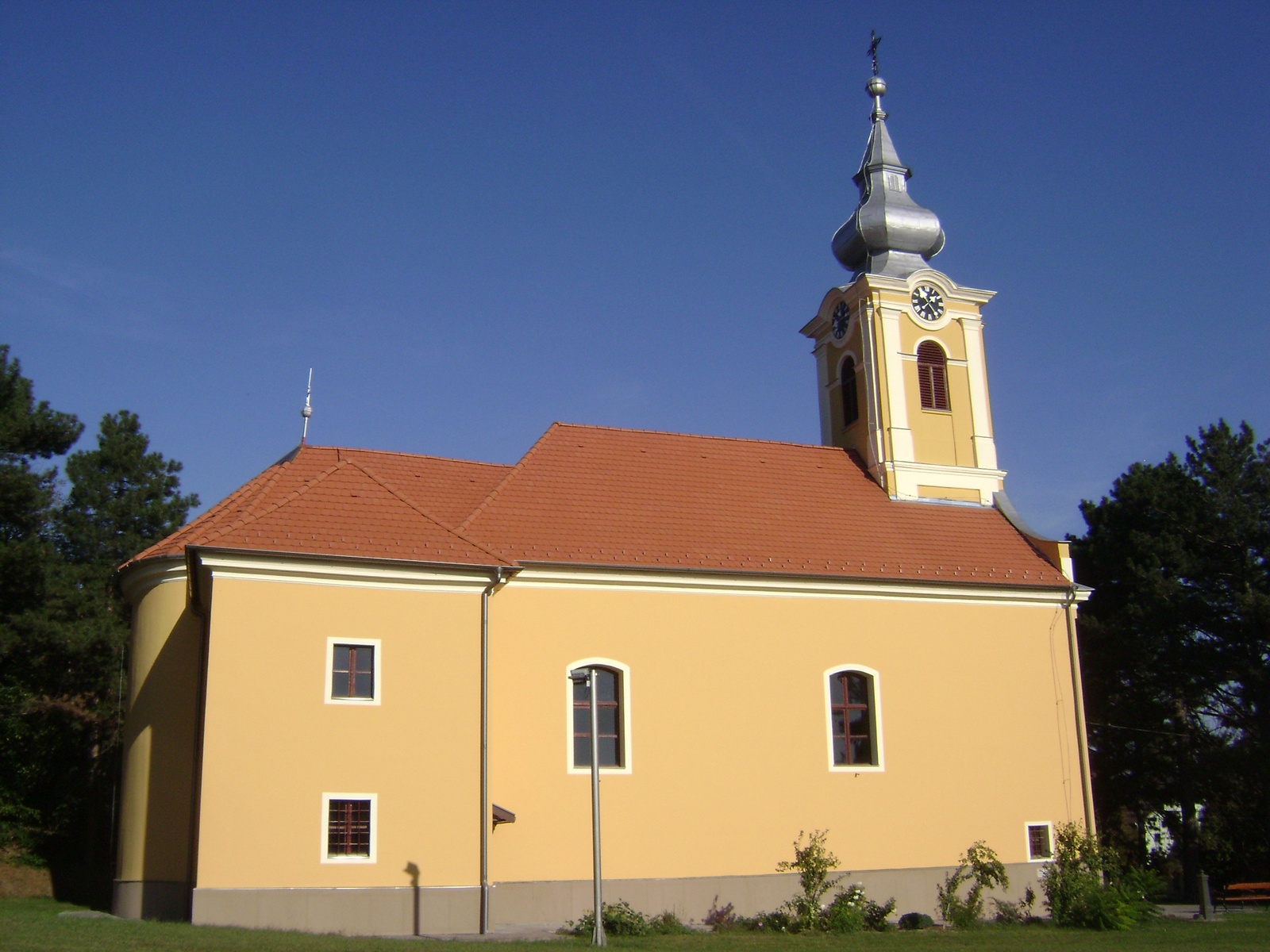
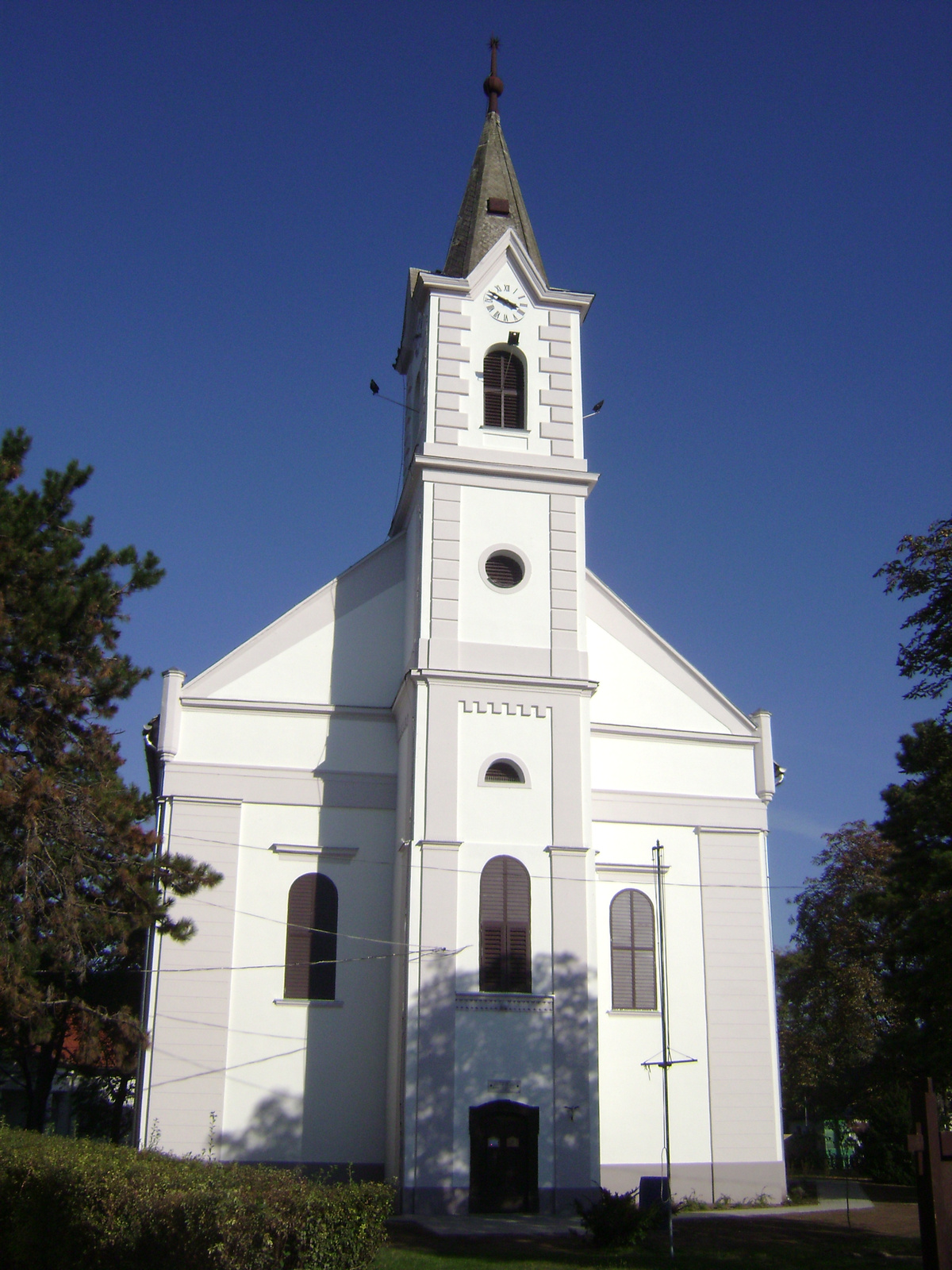
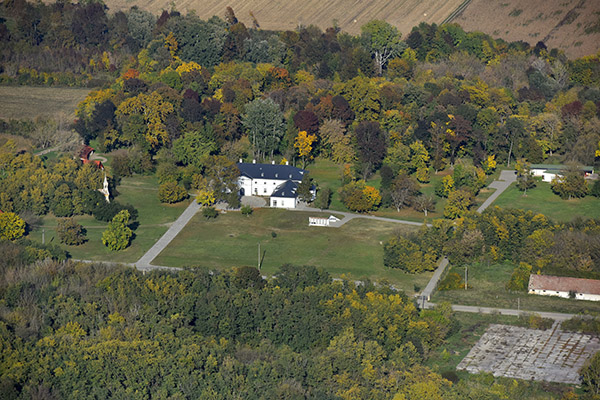
A Szent András-kastély Bölcskén madártávlatból
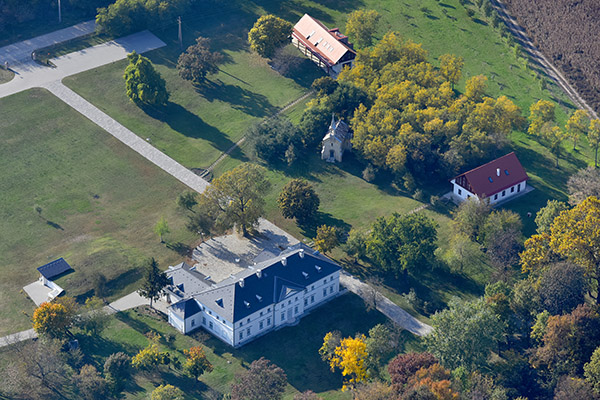
Bölcske, Szent András-kastély, légi fotó
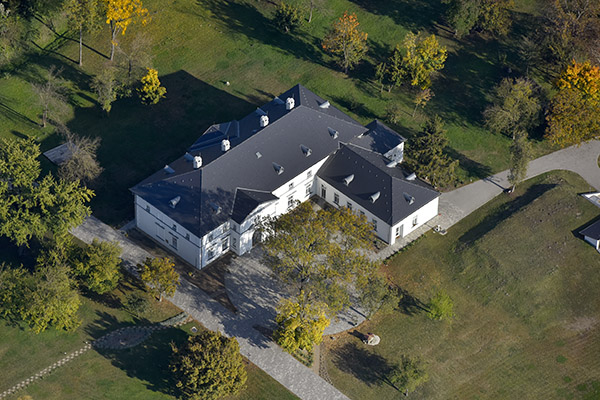
A bölcskei Szent András-kastély a levegőből
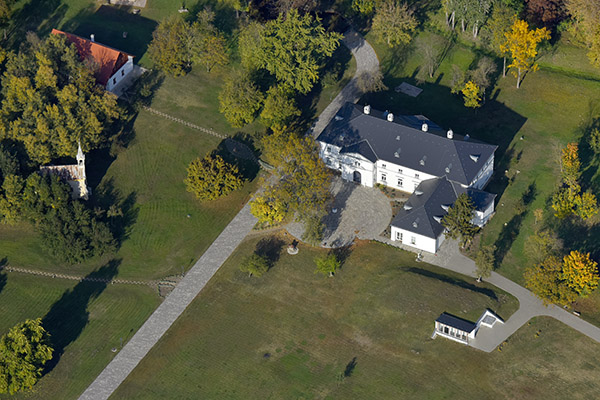
Szent András-kastély, légi felvétel (Bölcske)